# Bhagawatpur
Bhagawatpur (nep. भगवतपुर) – gaun wikas samiti we wschodniej części Nepalu w strefie Sagarmatha w dystrykcie Saptari. Według nepalskiego spisu powszechnego z 2001 roku liczył on 1058 gospodarstw domowych i 4229 mieszkańców (2099 kobiet i 2130 mężczyzn).